# Torku Sekerspor
Torku Sekerspor (código UCI: TRK) é uma equipa ciclista profissional turca de categoria Continental.

## História
A equipa foi criada como equipa Continental em 2005 com licença búlgara e baixo o nome de Hemus 1896 Aurora 2000 Berchi. Desde 2007 a 2009, se requalificou amador retornando à categoria continental em 2010. Depois passou a converter-se em equipa turca em 2011 chamando-se agora Konya Torku Seker Spor-Vivelo.
Em 2012 a equipa conseguiu mediante o búlgaro Ivaïlo Gabrovski ganhar o Volta à Turquia (quem ademais fez-se com a etapa rainha) mas foi desclassificado como consequência de um positivo por EPO após a sua vitória.
Ao ano seguinte ganhou-se de novo a Volta à Turquia desta vez conseguida pelo turco Mustafa Sayar que de novo deu positivo por EPO.

## Classificações UCI
A partir de 2005 a UCI instaurou os Circuitos Continentais da UCI, onde a equipa tem estado nos anos completos nos que tem sido profissional em estrada, registado dentro do UCI Europe Tour. Estando somente nas classificações do UCI Europe Tour Ranking. As classificações da equipa e do seu ciclista mais destacado são as seguintes:

### UCI Africa Tour
| Temporada | Classificação por equipas | Melhor corredor   | Posição |
| 2010-2011 | 12.º                      | Miraç Kal         | 76.º    |
| 2011-2012 | 10.º                      | Volodymyr Bileka  | 58.º    |
| 2012-2013 | 6.º                       | Mustafa Sayar     | 14.º    |
| 2015      | 6.º                       | Tomasz Marczynski | 23.º    |
| 2017      | 3.º                       | Ahmet Örken       | 20.º    |

### UCI America Tour
| Temporada | Classificação por equipas | Melhor corredor | Posição |
| 2017      | 44.º                      | Ivan Balykin    | 195.º   |

### UCI Asia Tour
| Temporada | Classificação por equipas | Melhor corredor  | Posição |
| 2011-2012 | 50.º                      | Volodymyr Bileka | 168.º   |
| 2012-2013 | 12.º                      | Andrey Mizourov  | 17.º    |
| 2013-2014 | 30.º                      | Ahmet Örken      | 32.º    |
| 2015      | 36.º                      | Ahmet Örken      | 53.º    |
| 2017      | 43.º                      | Luca Chirico     | 136.º   |
| 2018      | 72.º                      | Onur Balkan      | 235.º   |

### UCI Europe Tour
| Temporada | Classificação por equipas | Melhor corredor   | Posição |
| 2009-2010 | 34.º                      | Vladimir Koev     | 31.º    |
| 2010-2011 | 33.º                      | Vladimir Koev     | 90.º    |
| 2011-2012 | 57.º                      | Yuriy Metlushenko | 165.º   |
| 2012-2013 | 48.º                      | Sergiy Grechyn    | 108.º   |
| 2013-2014 | 72.º                      | Feritcan Samli    | 331.º   |
| 2015      | 19.º                      | Ahmet Örken       | 51.º    |
| 2016      | 59.º                      | Ahmet Örken       | 441.º   |
| 2017      | 59.º                      | Ahmet Örken       | 376.º   |
| 2018      | 24.º                      | Onur Balkan       | 85.º    |

## Palmarés
Para anos anteriores, veja-se Palmarés da Torku Sekerspor

### Palmarés 2018

#### Circuitos Continentais da UCI
| Datas          | Circuito                | Carreiras                                | Ganhador          |
| 3 de março     | UCI Europe Tour de 2018 | 2.ª etapa do Tour do Mediterrâneo        | Onur Balkan       |
| 4 de março     | UCI Europe Tour de 2018 | 3.ª etapa do Tour do Mediterrâneo        | Onur Balkan       |
| 4 de março     | UCI Europe Tour de 2018 | Tour do Mediterrâneo                     | Onur Balkan       |
| 23 de março    | UCI Europe Tour de 2018 | 2.ª etapa do Tour de Cartier             | Cristian Raileanu |
| 25 de março    | UCI Europe Tour de 2018 | Tour de Cartier                          | Cristian Raileanu |
| 30 de março    | UCI Europe Tour de 2018 | 2.ª etapa do Tour de Fatih Sultan Mehmet | Batuhan Özgür     |
| 3 de maio      | UCI Europe Tour de 2018 | 1.ª etapa do Tour de Mesopotamia         | Nazim Bakirci     |
| 4 de maio      | UCI Europe Tour de 2018 | 2.ª etapa do Tour de Mesopotamia         | Ivan Balykin      |
| 6 de maio      | UCI Europe Tour de 2018 | 4.ª etapa do Tour de Mesopotamia         | Onur Balkan       |
| 6 de maio      | UCI Europe Tour de 2018 | Tour de Mesopotamia                      | Nazim Bakirci     |
| 19 de junho    | UCI Europe Tour de 2018 | 2.ª etapa do Tour de Mevlana             | Ivan Balykin      |
| 21 de junho    | UCI Europe Tour de 2018 | Tour de Mevlana                          | Onur Balkan       |
| 30 de julho    | UCI Asia Tour de 2018   | 9.ª etapa da Volta ao Lago Qinghai       | Onur Balkan       |
| 16 de setembro | UCI Europe Tour de 2018 | 3.ª etapa do Tour de Capadocia           | Onur Balkan       |
| 23 de setembro | UCI Europe Tour de 2018 | 5.ª etapa do Tour da Roménia             | Onur Balkan       |
| 29 de setembro | UCI Europe Tour de 2018 | 3.ª etapa do Tour do Mar Negro           | Batuhan Özgür     |

#### Campeonatos nacionais
| Datas      | Carreiras                        | Ganhador    |
| 5 de julho | Campeonato da Turquia em Estrada | Onur Balkan |

## Elenco
Para anos anteriores, veja-se Elencos da Torku Sekerspor

### Elenco de 2018
| Nome                | Nascimento | Nacionalidade | Equipa de 2017         |
| Fethi Acar          | 01/01/1996 | Turquia       | Neoprofissional        |
| Ahmet Akdilek       | 10/03/1988 | Turquia       | Torku Sekerspor        |
| Muhammet Atalay     | 15/05/1989 | Turquia       | Torku Sekerspor        |
| Nazim Bakirci       | 29/05/1986 | Turquia       | Torku Sekerspor        |
| Onur Balkan         | 10/03/1996 | Turquia       | Neoprofissional        |
| Serkan Balkan       | 28/03/1994 | Turquia       | Torku Sekerspor        |
| Ivan Balykin        | 26/11/1990 | Rússia        | Torku Sekerspor        |
| Halil Ibrahim Dilek | 12/10/1998 | Turquia       | Torku Sekerspor        |
| Ahmet Örencik       | 10/04/1999 | Turquia       | Neoprofissional        |
| Batuhan Özgür       | 01/02/1998 | Turquia       | Torku Sekerspor        |
| Cristian Raileanu   | 24/01/1993 | Moldávia      | Team Differdange-Losch |
| Feritcan Şamlı      | 29/01/1994 | Turquia       | Torku Sekerspor        |